# Wilde haver
Wilde haver (Avena sterilis) is een eenjarige plant uit de grassenfamilie (Poaceae) en is de voorouder van haver. Wilde haver komt van nature voor in Europa tot Centraal-Azië en Noord-Afrika. De soort is verspreid naar Noord-Amerika.
Wilde haver komt voor als onkruid in graan-, vlas- en koolzaadakkers en in bermen, op dijken en stortplaatsen. Het aantal chromosomen is 2n = 42.
Wilde haver wordt 60-120 cm hoog en wortelt tot een meter diep. De kale halmen hebben 2-5 knopen. De bladschede is kaal, maar de onderste zijn vaak verspreid behaard. Het tongetje is 3-6 mm lang met een vliezige rand. Het blad is 10-50 cm lang, 4-10 mm breed en zowel aan de basis als aan de rand kort behaard.
Wilde haver bloeit van juni tot augustus. De bloeiwijze is een 10-40 cm lange en tot 20 cm brede piramidevormige pluim met afstaande takken en hangende aartjes. Een aartje heeft 2-3 bloempjes en zonder kafnaald 16-25 mm lang. De as van het aartje is behaard. De rijpe vruchten vallen afzonderlijk af. De onderste, lancetvormige, kale kelkkafjes hebben 7-9 nerven en zijn even lang als het aartje. De onderste, lancetvormige kroonkafjes hebben zeven nerven, zijn 15-20 mm lang en hebben aan de top twee korte tanden. De onderste helft is bezet met stijve, vaak bruine haren. De geknikte kafnaald is 15-40 mm lang en in het onderste deel gedraaid. De helmhokjes zijn 3 mm lang.

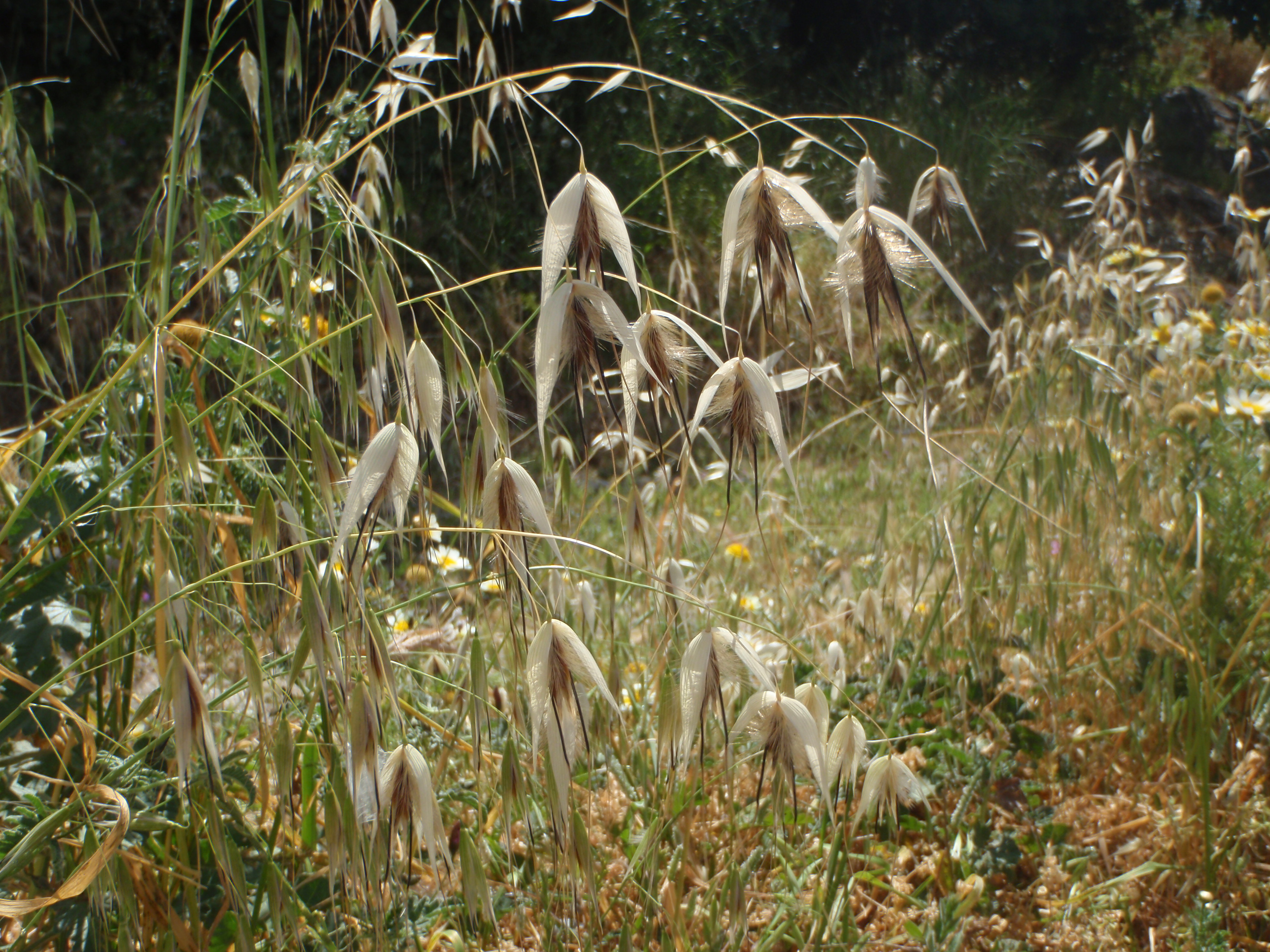
Bloeiwijze
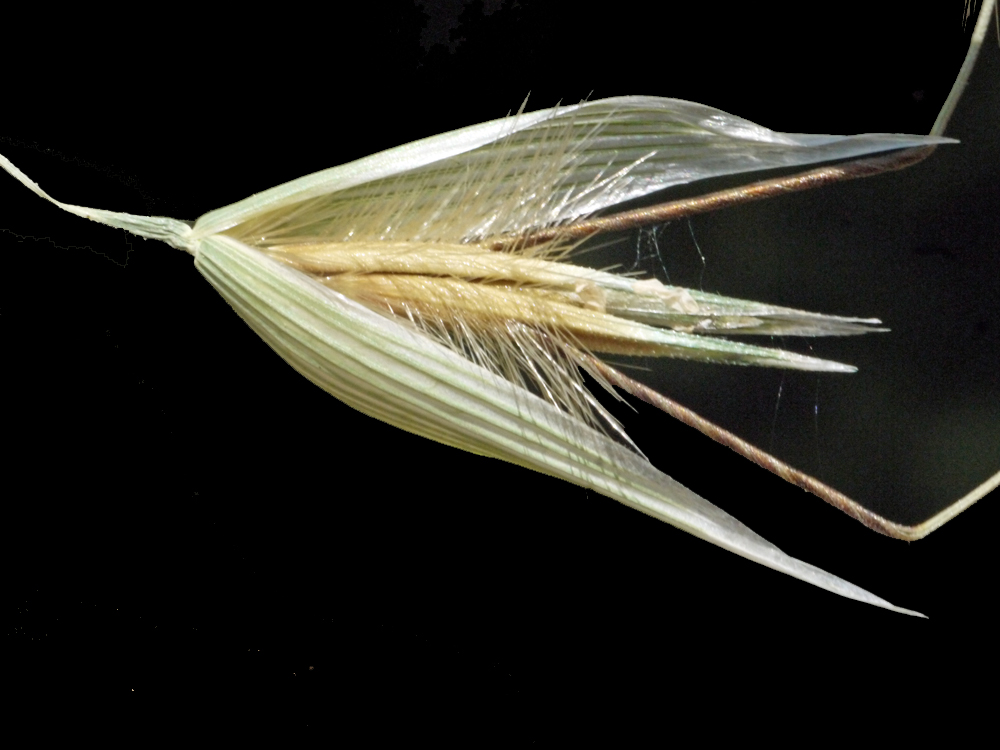
Aar
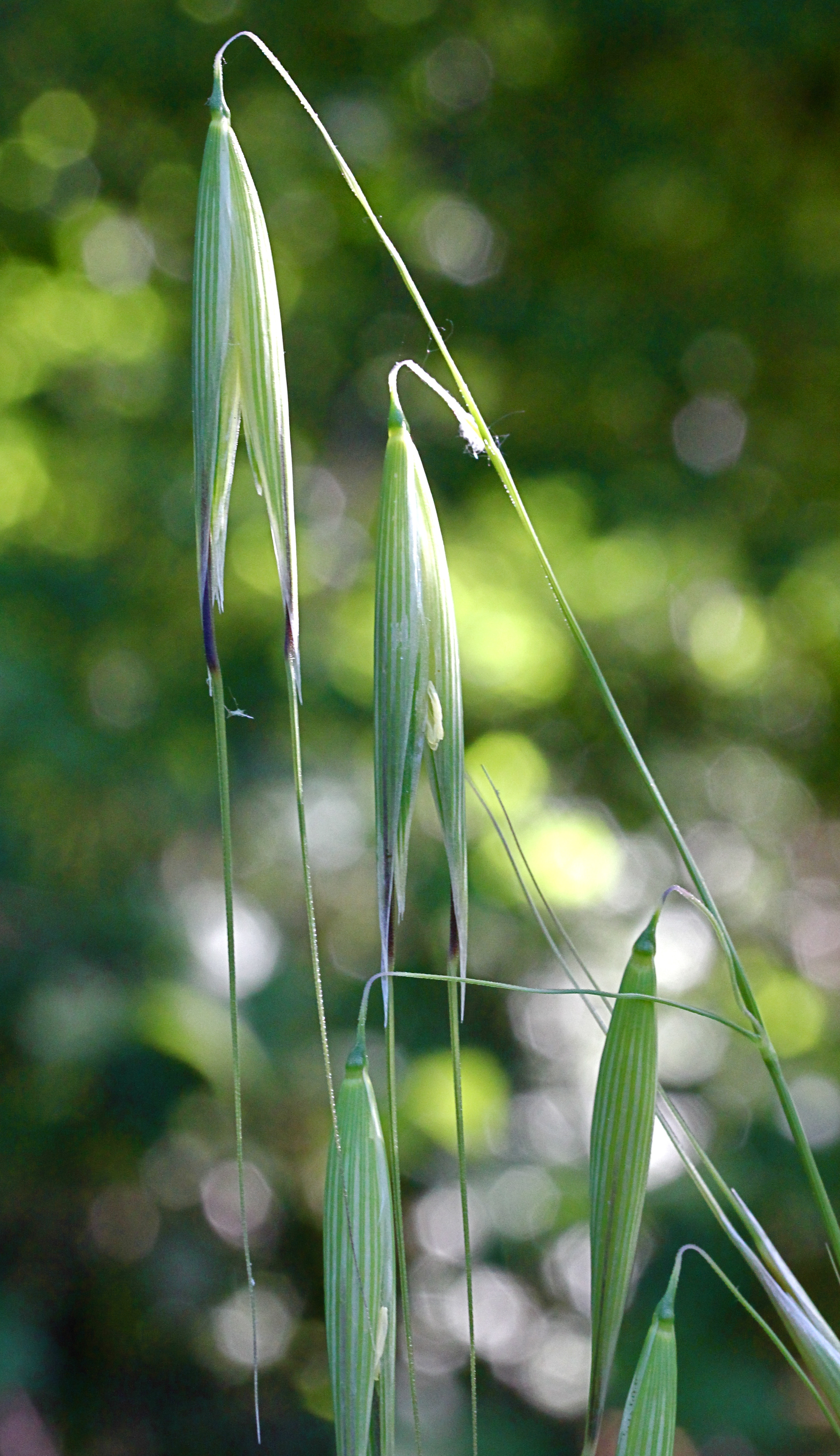
Aarjes

De graanvrucht is dicht behaard en 7-8 mm lang. Ze blijven tot 20 jaar kiemkrachtig.

## Namen in andere talen
De namen in andere talen kunnen vaak eenvoudig worden opgezocht met de interwiki-links.
- Duits: Tauber Hafer
- Engels: Wild oat